# بازماندگان خودکشی
بازمانده خودکشی به دوستان یا اعضای خانواده فردی اطلاق می‌شود که خودکشی کرده باشد. از آنجا که ممکن است بازماندگان فرد خودکش با انگ اجتماعی ناشی از خودکشی یک دوست یا یک عضو خانواده‌  مواجه باشند، احتمال آن که منزوی شوند و در تنهایی سوگواری نمایند وجود دارد و به همین دلیل، تسلی و بهبود در این افراد دشوارتر از معمول است.
برآوردها حاکی از آن است که در هر یک مورد خودکشی، دست کم ۷ تا ۱۰ فرد که با خودکش رابطه عاطفی داشته‌اند، درگیر می‌شوند.

## برای مطالعه
- Alexander, Victoria (1991). Living in the Wake of Suicide: Stories of the People Left Behind. San Francisco: Jossey-Bass Publishers. p. 238. ISBN 0-7879-4052-6.
- Fine, Carla (1999). No Time to Say Goodbye: Surviving the Suicide of a Loved One. Random House. p. 272. ISBN 978-0-385-48551-7.
- Jordan, John R.; McIntosh, John L., eds. (2010). Grief After Suicide: Understanding the Consequences and Caring for the Survivors. Series in death, dying, and bereavement. Taylor & Francis. p. 544. ISBN 978-0-415-99355-5.
- Ross, E. Betsy (1997). Life After Suicide: A Ray of Hope for Those Left Behind. New York: Insight Books. p. 301. ISBN 0-306-45630-3.